# 21804 Václavneumann
21804 Václavneumann là một tiểu hành tinh vành đai chính với chu kỳ quỹ đạo là 2852.3825242 ngày (7.81 năm).
Nó được phát hiện ngày 4 tháng 10 năm 1999.